# Рябинин, Александр Алексеевич
Алекса́ндр Алексе́евич Ряби́нин (22 августа (3 сентября) 1916, Копнино, Селивановский уезд Владимирской губернии, Российская империя — 8 декабря 1997) — российский и советский валторнист, педагог и дирижёр, Народный артист РСФСР (1976).
Александр Рябинин учился в Ленинградской консерватории в классе Михаила Буяновского. Во время учёбы в 1935—1941 годах Рябинин работал в оркестрах Ленинградского радио и филармонии. После окончания консерватории в 1941 году переехал в Москву и в 1945 окончил Высшее училище военных дирижёров. С 1945 по 1977 год был солистом оркестра Большого театра. В 1945—1948 преподавал в Высшем училище военных дирижёров, а с 1951 — в Музыкально-педагогическом институте имени Гнесиных (с 1979 профессор).
Среди учеников Рябинина — Заслуженный артист Армении и Заслуженный артист РФ Ремир Матикян (1935—2003), Заслуженный артист РФ Василий Тарасов, Заслуженный артист РФ Леонид Мельников, мульти-инструменталист, композитор, аранжировщик, лауреат фестивалей джазовой и импровизационной музыки Аркадий Шилклопер и др.
27 мая 1951 года награждён орденом «Знак Почёта»
В 1968 году Александр Рябинин был удостоен звания Заслуженного артиста РСФСР.
В 1976 году Александр Рябинин был удостоен звания Народного артиста РСФСР.
Похоронен на Ваганьковском кладбище в Москве.